# Sericolophus hawaiicus
Sericolophus hawaiicus är en svampdjursart som beskrevs av Konstantin R. Tabachnick och Claude Lévi 2000. Sericolophus hawaiicus ingår i släktet Sericolophus och familjen Pheronematidae.
Artens utbredningsområde är havet kring Hawaii. Inga underarter finns listade i Catalogue of Life.